# Tomomingi sjoestedti
Tomomingi sjoestedti är en spindelart som först beskrevs av Roger de Lessert 1925.  Tomomingi sjoestedti ingår i släktet Tomomingi och familjen hoppspindlar. Inga underarter finns listade i Catalogue of Life.